# Љиљана Марковић (научница)
Љиљана Марковић (Београд, 5. јун 1953) српски је јапанолог и универзитетски професор.

## Биографија
Дипломирала је на Факултету економских и политичких наука и Факутлету оријенталнијх студија Универзитета у Кембриџу, на коме је и магистрирала. Докторирала је на Универзитету Ћуо у Токију.
Прошла је сва професорска звања на Филолошком факултету Универзитета у Београду. Била је деканка (2016-2019) и председница Већа докторских студија Филолошког факултета Универзитета у Београду. Поднела је оставку на позицију в. д. декана јула 2020.
На изборима у Београду 2018. била је на листи „Александар Вучић – Зато што волимо Београд” за градске одборнике.
Неколико професора Филолошког факултета у новембру 2019. упутило је  Одбору за професионалну етику Универзитета у Београду захтев за утврђивање неакадемског понашања Љиљане Марковић јер је наводно више дела других ауторки присвојила у својој библиографији што је повреда Кодекса професионалне етике.
Током четрдесет година педагошког рада на Филолошком факултета извела је преко 500 дипломираних јапанолога, неколико десетина магистара и мастера јапанологије, као и десетак доктора наука.
Она је написала значајан број књига и научних радова о јапанској цивилизацији.

## Награде
- Влада Јапана јој је доделила Награду Министра спољних послова Јапана (Гаиму даиђин шо), за посебан допринос у развоју јапанологије као научне дисциплине и унапређивању културних веза између Јапана и Србије, 2010.[1]
- Орден излазећег Сунца - златни зраци са розетом, за изузетан допринос у успостављању и унапређењу пријатељских односа са Јапаном, Јапан[5]

## Дела
Књиге
- Образовни систем Јапана, 1953.[6]

Преводи
- Велемајстор; Снежна земља, 1981.[7]
- Играчица из Изуа ; Месец на води, 2009.[8]
- Лепота и туга, 2010.[9]
- Не дај ми никада да одем, 2020.[10]

Приређивач
- Хаику, са Александром Вранеш и Биљаном Златковић, 2019.[11]